# Laetitia (actriu pornogràfica)
Lætitia(Marie-Chantal Delacoudre, Honfleur, Calvados, 4 d'octubre de 1964) és una directora i actriu francesa de pel·lícules pornogràfiques. Estrella porno francesa a la dècada de 1990, és coneguda principalment per popularitzar la pornografia amateur a França.

## Biografia
Procedent d'una família de nou fills, la futura Laetitia va passar la seva infantesa prop de Honfleur.
Laetitia va començar en un moment en què el porno amateur encara no existia a França, treballant a la regió de Montpeller amb una empresa especialitzada en crítiques i pel·lícules pornogràfiques. La sèrie que la converteix en una estrella del porno francès és la d' Intimité violée par une femme, que es basa en un llenç únic: Laetitia, equipat de una càmera de vídeo, aborda parelles o dones solteres de tots els racons de França i les convida a explicar les seves fantasies abans de filmar-les, en les quals participa de bon grat si a ells els agrada. Els plans són realitzats per la mateixa Laetitia, o per una altra persona de la productora per als plans en què ha d'aparèixer. Durant les pel·lícules, Laetitia de vegades es gira cap a la càmera per dirigir-se a l'espectador i convidar-lo a masturbar-se. La sèrie va durar del 1991 al 1997 i té diverses desenes de pel·lícules d'una hora cadascuna, cada pel·lícula es divideix en tres seqüències independents.
Henri Gigoux, programador d'X a Canal +, veu a la sèrie Intimité violée par une femme un ric testimoni per als futurs historiadors sobre les maneres actuals (...) l'auge de la voyeurisme, que consisteix a fer un forat a la paret que separa la gent dels seus veïns del costat i observar les seves aventures quotidianes.
Laetitia, per la seva banda, atribueix el seu èxit a una autèntica passió per l'exhibicionisme, el sexe, la fotografia, l'amor i una bona dosi de nervis}. Filma exclusivament parelles a la sèrie Intimité violée par une femme, després de la qual incorpora entrevistes amb actrius pornogràfiques novells.
Laetitia va aprofitar el seu èxit per llançar altres sèries de pel·lícules, sovint amb títols molt crus, com ara Femmes à poils, Confesses anales, Bites dures pour femmes mûres, Femmes sodomites, Les Infirmières de Laetitia, i sobretot L'École de Laetitia on les dones joves vénen a aprendre sodomia. Considerada a la dècada de 1990 com la "reina de les nits de Montpeller", llavors estava al capdavant d'un autèntic "imperi sexual", que incloïa un servidor minitel, edicions de CD-ROMs, un negoci de joguines sexuals i un club swinger. Debuta o acompanya el debut de moltes estrelles del porno que després es van convertir en estrelles del porno francès, com les parelles Dolly Golden-Marc Barrow i Ian Scott-Océane, així com Élodie Chérie, Dalila, Véronique Lefay, Olivia Del Rio, Raffaëla Anderson, Rebecca Lord, Zabou, etc.
Després d'haver viscut durant molt de temps a la regió de Montpeller, va abandonar el Sud per viure a Calvados. Després d'haver tancat o revengut la majoria dels seus negocis, està augmentant la producció "artesanal" i posant-ho en marxa a Internet, continuant produint i dirigint durant la dècada de 2010 pel·lícules comercialitzades a través del seu lloc web laetitiamania.com, que també ofereix fotos, espectacles en directe, actuacions a la càmera web, etc.

## Filmografia selectiva
- 1990 : Confesse anale 1 de Lætitia, zmb Élodie Chérie. Nanou vidéo
- 1994 : Partie culière à Las Vegas 4 de Lætitia, amb Draghixa. Nanou vidéo
- 1994 : L'école de Lætitia de Lætitia, amb Liza Harper. Nanou vidéo
- 1995 : Le best of des stars de Lætitia amb Liza Harper, Élodie Chérie, Rebecca Lord, Véronique Lefay. Nanou vidéo
- 1995 : Belle à jouir 6 de Lætitia, amb Olivia Del Rio. Nanou vidéo
- 1995 : Belle à jouir 7 de Lætitia, amb Liza Harper. Nanou vidéo
- 1996 : L'école de Lætitia 13 de Lætitia, amb Élodie Chérie. Nanou vidéo
- 1996 : Intimité violée par une femme 33 de Lætitia, amb Océane. Nanou vidéo
- 1999 : 95C de Lætitia, amb Céline Bara, Ines, Betty Bell, Betty Black. Nanou vidéo
- 1999 : Malicia la malicieuse de Laetitia, amb Céline Bara, Malicia, Yves Baillat. Nanou vidéo
- 1999 : Profession enculeur de Laetitia, amb Céline Bara, Nanou vidéo